# Troma Entertainment
Troma Entertainment är ett independentfilm-bolag, som producerar och distribuerar film. Företaget grundades 1974 av Lloyd Kaufman och Michael Herz.
Bolaget producerar lågbudget independentfilmer som anspelar på 1950-tals skräck med inslag av fars. Många Tromafilmer innehåller samhällskritik och har blivit kultförklarade.
Tromas filmer är B-filmer som är kända för sin surrealism och automatism, tillsammans med användningen av chockerande bilder, och skulle kunna kategoriseras som chock-exploitation. Filmerna innehåller normalt öppen och överdriven sexualitet, grafiskt våld, gore och nakenhet, till den grad att Troma film (eller Troma) blivit ett begrepp synonymt med dessa drag.

## Filmer släppta i Sverige
I Sverige gavs filmerna ut av Film Factory, ett mindre bolag utanför Landskrona som främst specialiserat sig på barnfilm. De första filmerna släpptes på VHS 1999 & 2006 släpptes de även på DVD. Titlar som släppts i Sverige:
- Toxic Avenger (1985)
- Class of Nuke'em High (1986)
- Redneck Zombies (1987)
- Blood hook (1987)
- Surf Nazis Must die (1987)
- Rabid grannies (1988)
- Toxic Avenger part 2 (1989)
- Def by temptation (1990)
- SGT Kabukiman N.Y.P.D (1991)
- Chopper chicks in Zombietown (1989)
- Cannibal! The Musical (1996)
- Tromeo & Juliet (1996)
- Decampitated (1996)
- Parts of the family (1996)
- Terror Firmer (1999)

Enstaka titlar släpptes dock redan på 80-talet. Toxic avenger släpptes av bolaget Walthers video & Class of nuke em high släpptes under titeln Atomskolan av Virgin

## Andra kända titlar
- Bloodsucking freaks (1976)
- Mothers day (1980)
- Combat shock (1986)
- Tromas war (1988]
- Toxic avenger part 3: The last temptation of Toxie (1989)
- Class of Nuke 'Em High Part II: Subhumanoid Meltdown  (1991)
- Class of Nuke 'Em High 3: The Good, the Bad and the Subhumanoid (1994]

## Satsningar på barn

### Tecknade serier
Troma har även försökt rikta två av sina mest kända verk, superhjältarna Toxic avenger samt Sgt Kabukiman till barn. Toxic avenger fick en TV-serie vid namn Toxic Crusaders mot slutet av 80-talet där han tillsammans med tre vänner slåss mot den onde Dr Killemoff. Serien blev inte långvarig utan producerades endast i 5 avsnitt. Samtliga avsnitt finns med i den limiterade samlingsboxen Tox-box där även de tre första Toxic avenger filmerna finns med. Toxic crusaders animerades av Murakami Wolf Swenson, samma bolag som legat bakom 1987 års Teenage Mutant Ninja Turtles & James Bond Junior
Den tecknade serien med Sgt Kabukiman blev ännu kortare, på grund av ekonomiska orsaker hann man endast med en kortare trailer med ca 3 minuters längd. Trailern animerades av DIC entertainment & den finns bland annat med som extramaterial på DVD-utgåvan av Sgt Kabukiman NYPD

### Serietidning
En serietidning har getts ut av Marvel. Totalt kom 8 nummer ut varav 5 även gavs ut i Sverige av Atlantic förlag

### Leksaker
Ett antal actionfigurer med karaktärerna ur Toxic Crusaders har getts ut. I Sverige varnades det ett tag för att leksakerna innehöll giftiga kemikalier och borde förbjudas

## Skådespelare som arbetat hos Troma
En del Hollywood kändisar har antingen börjat sin bana som skådespelare hos Troma eller gjort inhopp i deras produktioner. Kevin Costner hade en roll i Sizzle beach USA från 1986. Andra kändisar är Marissa Tomei som hade en liten biroll i Toxic Avenger, Billy Bob Thornton i Chopper Chicks in Zombietown och Samuel L. Jackson som var med i Def by Temptation som en präst

## Samhällskritik
Även om deras filmer inte är öppet politiska går det att skönja ett samhällskritiskt inslag i flera av Tromas filmer. Miljöfrågor finns ofta med, oftast kritik mot kärnkraft (något man tydligt ser i både Toxic avenger samt Class of nuke em high filmerna). Korrupta politiker (främst borgmästare) och affärsmän förekommer i bland annat Sgt Kabukiman NYPD & tom Mothers day har beskrivits som en kritik mot konsumtionssamhället
Lloyd Kaufmann gav vid 2000 års presidentval sitt uttalade stöd till De grönas kandidat Ralph Nader. Vid Presidentvalet i USA 2004 fick Nader (denna gång som oberoende kandidat) återigen stöd av Kaufmann & Troma.